# 太田駒吉
太田 駒吉（おおた こまきち、天保5年（1834年）‐明治15年（1882年）ころ）は江戸時代末期から明治時代にかけての浮世絵版画の彫師。

## 略歴
太田多吉の弟。清水柳三の弟子。彫こま、後に多七、さらに秀勝と改める。3代目歌川豊国（歌川国貞）、落合芳幾の錦絵を担当している。

## 作品
- 3代目歌川豊国 「花くらべ手習鏡ノ内 松王丸」 大判 嘉永5年
- 3代目歌川豊国 「東海道四谷怪談 隠亡堀の場」 大判3枚続 文久1年
- 落合芳幾 「いこくことばらんご 亜米利加 仏蘭西」 大判 文久1年